# Governatori romani dell'Africa proconsolare

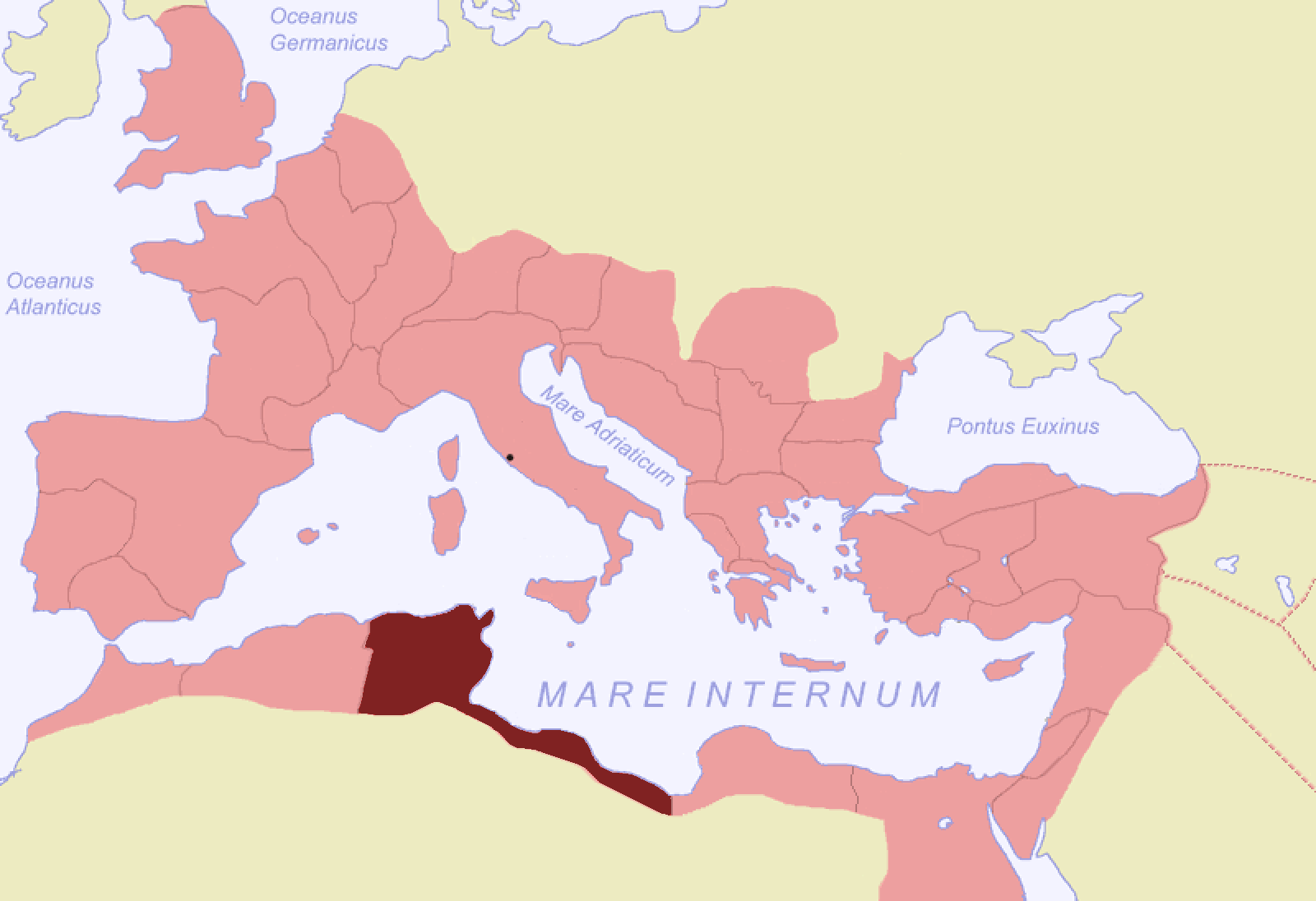
La provincia d'Africa nell'Impero romano intorno al 120

Questa è la lista dei governatori romani conosciuti della provincia dell'Africa proconsolare, localizzata nei moderni stati di Algeria, Tunisia e Libia.

## La provincia d'Africa
Divenne provincia romana nel 146 a.C. al termine della terza guerra punica. Un secolo più tardi, nel 46 a.C., dopo la battaglia di Tapso, Cesare riorganizzò i territori africani ed il regno della Numidia orientale divenne invece una nuova provincia: l'Africa Nova. Per contrasto, i territori che già in precedenza costituivano la provincia d'Africa presero allora il nome di Africa Veto ("Africa vecchia").
Dopo la battaglia di Azio (31 a.C.) Ottaviano riorganizzò le province nel 27 a.C.: le due province dell'Africa Veto e Nova vennero unificate e classificate come provincia senatoria, retta da un proconsole, con il nome di Africa Proconsolare (Africa Proconsolearis). Tra il 37 e il 41, l'imperatore Caligola sottrasse al governatore il comeo della legione, che venne affidato ad un legato legionis imperiale, nominato direttamente dall'imperatore. Con Settimio Severo (nel 193), la Numidia venne separata dall'Africa Proconsolare, e governata da un procuratore imperiale.
Sotto Diocleziano l'amministrazione provinciale venne riformata e la provincia dell'Africa proconsolare venne suddivisa nelle nuove province di Proconsolare Zeugitana (Proconsolearis Zeugitana) e di Valeria Bizacena (Valeria Byzacena), che entrarono a far parte della diocesi d'Africa nella Prefettura del pretorio d'Italia (Italiae), mentre la Numidia divenne una delle sette province della diocesi d'Africa, e fu divisa in Numidia Cirtensis e Numidia Militiana (queste ultime due riunite in un'unica provincia, al tempo di Costantino I). Con la divisione dell'impero dopo la morte di Teodosio I nel 395, dalla provincia di Valeria Bizacena si distaccò ancora la nuova provincia della Tripolitania e le tre province fecero parte dell'Impero romano d'Occidente.
| prima della conquista romana                   | Cartagine                                | Numidia orientale (Massili)        | Numidia orientale (Massili)        | Numidia occidentale (Massesili) | Numidia occidentale (Massesili) |
| dal 146 a.C.                                   | Africa                                   | Numidia                            | Numidia                            | Numidia                         | Numidia                         |
| dal 105 a.C.                                   | Africa (con annesse parti della Numidia) | Numidia orientale                  | Numidia orientale                  | Numidia occidentale             | Numidia occidentale             |
| dal 45 a.C.                                    | Africa Veto                              | Africa Nova (ex Numidia orientale) | Africa Nova (ex Numidia orientale) | Numidia occidentale             | IV Coloniae Cirtensium          |
| dal 27 a.C.                                    | Africa Proconsolare                      | Africa Proconsolare                | Africa Proconsolare                | Africa Proconsolare             | Africa Proconsolare             |
| dal 193                                        | Africa Proconsolare                      | Africa Proconsolare                | Africa Proconsolare                | Numidia                         | Numidia                         |
| con la riforma di Diocleziano                  | Africa Proconsolare Zeugitana            | Africa Valeria Bizacena            | Africa Valeria Bizacena            | Numidia Miliziana               | Numidia Cirtense                |
| al momento della divisione dell'impero nel 395 | Africa Proconsolare Zeugitana            | Africa Bizacena                    | Africa Tripolitana                 | Numidia                         | Numidia                         |

## Lista dei governatori

### Epoca repubblicana
Se non diversamente specificato, i nomi dei governatori d'Africa e le loro date sono prese dall'elenco di T.R.S. Broughton:
Le iscrizioni del periodo repubblicano sono meno comuni rispetto a quelle del periodo imperiale, tanto che i nomi dei governatori sono per lo più ricordati dalla storiografia antica o dai fasti triumphales. Dopo la fine di Cartagine del 146 a.C., non sono ricordati magistrati o pro-magistrati nella nuova provincia fino alla guerra giugurtina (112–105 a.C.), quando al termine della guerra venne affidato ad un consolare.
Durante le guerre civili degli anni '80 e '40 a.C., vi è difficoltà a definire quali siano i governatori legittimi dal solo titolo militare, come rivali di opposte fazioni che erano obbligati a far uso della forza.
| Lista dei Governatori romani dell'Africa proconsolare | Lista dei Governatori romani dell'Africa proconsolare | Lista dei Governatori romani dell'Africa proconsolare | Lista dei Governatori romani dell'Africa proconsolare | Lista dei Governatori romani dell'Africa proconsolare | Lista dei Governatori romani dell'Africa proconsolare | Lista dei Governatori romani dell'Africa proconsolare |
| ----------------------------------------------------- | ----------------------------------------------------- | ----------------------------------------------------- | ----------------------------------------------------- | ----------------------------------------------------- | ----------------------------------------------------- | ----------------------------------------------------- |
| Anno                                                  | Africa proconsolare                                   | Africa proconsolare                                   | Africa proconsolare                                   | Africa proconsolare                                   | Africa proconsolare                                   | Africa proconsolare                                   |
| 146 a.C.                                              | P. Cornelio Scipione Africano Emiliano                | P. Cornelio Scipione Africano Emiliano                | P. Cornelio Scipione Africano Emiliano                | P. Cornelio Scipione Africano Emiliano                | P. Cornelio Scipione Africano Emiliano                | P. Cornelio Scipione Africano Emiliano                |
| 111 a.C.                                              | Lucio Calpurnio Bestia                                | Lucio Calpurnio Bestia                                | Lucio Calpurnio Bestia                                | Lucio Calpurnio Bestia                                | Lucio Calpurnio Bestia                                | Lucio Calpurnio Bestia                                |
| 110-109 a.C.                                          | Spurio Postumio Albino                                | Spurio Postumio Albino                                | Spurio Postumio Albino                                | Spurio Postumio Albino                                | Spurio Postumio Albino                                | Spurio Postumio Albino                                |
| 109-107 a.C.                                          | Quinto Cecilio Metello Numidico                       | Quinto Cecilio Metello Numidico                       | Quinto Cecilio Metello Numidico                       | Quinto Cecilio Metello Numidico                       | Quinto Cecilio Metello Numidico                       | Quinto Cecilio Metello Numidico                       |
| 107-105 a.C.                                          | Gaio Mario                                            | Gaio Mario                                            | Gaio Mario                                            | Gaio Mario                                            | Gaio Mario                                            | Gaio Mario                                            |
| 105 a.C.                                              | Lucio Cornelio Silla                                  | Lucio Cornelio Silla                                  | Lucio Cornelio Silla                                  | Lucio Cornelio Silla                                  | Lucio Cornelio Silla                                  | Lucio Cornelio Silla                                  |
| 88-87 a.C.                                            | Publio Sestilio                                       | Publio Sestilio                                       | Publio Sestilio                                       | Publio Sestilio                                       | Publio Sestilio                                       | Publio Sestilio                                       |
| 86-84 a.C.                                            | Quinto Cecilio Metello Pio                            | Quinto Cecilio Metello Pio                            | Quinto Cecilio Metello Pio                            | Quinto Cecilio Metello Pio                            | Quinto Cecilio Metello Pio                            | Quinto Cecilio Metello Pio                            |
| 84-82 a.C.                                            | Gaio Fabio Adriano                                    | Gaio Fabio Adriano                                    | Gaio Fabio Adriano                                    | Gaio Fabio Adriano                                    | Gaio Fabio Adriano                                    | Gaio Fabio Adriano                                    |
| 82-79 a.C.                                            | Gneo Pompeo Magno                                     | Gneo Pompeo Magno                                     | Gneo Pompeo Magno                                     | Gneo Pompeo Magno                                     | Gneo Pompeo Magno                                     | Gneo Pompeo Magno                                     |
| 77-75 a.C.                                            | Lucio Licinio Lucullo                                 | Lucio Licinio Lucullo                                 | Lucio Licinio Lucullo                                 | Lucio Licinio Lucullo                                 | Lucio Licinio Lucullo                                 | Lucio Licinio Lucullo                                 |
| 69 a.C. o prima                                       | Aulo Manlio Torquato                                  | Aulo Manlio Torquato                                  | Aulo Manlio Torquato                                  | Aulo Manlio Torquato                                  | Aulo Manlio Torquato                                  | Aulo Manlio Torquato                                  |
| 67-66 a.C.                                            | Lucio Sergio Catilina                                 | Lucio Sergio Catilina                                 | Lucio Sergio Catilina                                 | Lucio Sergio Catilina                                 | Lucio Sergio Catilina                                 | Lucio Sergio Catilina                                 |
| 62-59 a.C.                                            | Q. Pompeio Rufo                                       | Q. Pompeio Rufo                                       | Q. Pompeio Rufo                                       | Q. Pompeio Rufo                                       | Q. Pompeio Rufo                                       | Q. Pompeio Rufo                                       |
| 58-57 a.C.                                            | Tito Vettio Sabino?                                   | Tito Vettio Sabino?                                   | Tito Vettio Sabino?                                   | Tito Vettio Sabino?                                   | Tito Vettio Sabino?                                   | Tito Vettio Sabino?                                   |
| 56 a.C.                                               | Quinto Valerio Orca                                   | Quinto Valerio Orca                                   | Quinto Valerio Orca                                   | Quinto Valerio Orca                                   | Quinto Valerio Orca                                   | Quinto Valerio Orca                                   |
| 52 a.C. e forse prima                                 | Publio Attio Varo                                     | Publio Attio Varo                                     | Publio Attio Varo                                     | Publio Attio Varo                                     | Publio Attio Varo                                     | Publio Attio Varo                                     |
| 51-50 a.C.                                            | Gaio Considio Longo                                   | Gaio Considio Longo                                   | Gaio Considio Longo                                   | Gaio Considio Longo                                   | Gaio Considio Longo                                   | Gaio Considio Longo                                   |
| 49 a.C.                                               | Lucio Elio Tuberone                                   | Lucio Elio Tuberone                                   | Lucio Elio Tuberone                                   | Lucio Elio Tuberone                                   | Lucio Elio Tuberone                                   | Lucio Elio Tuberone                                   |
| 49-48 a.C.                                            | Publio Attio Varo                                     | Publio Attio Varo                                     | Publio Attio Varo                                     | Publio Attio Varo                                     | Publio Attio Varo                                     | Publio Attio Varo                                     |
| 47 a.C.                                               | Quinto Cecilio Metello Pio Scipione Nasica            | Quinto Cecilio Metello Pio Scipione Nasica            | Quinto Cecilio Metello Pio Scipione Nasica            | Quinto Cecilio Metello Pio Scipione Nasica            | Quinto Cecilio Metello Pio Scipione Nasica            | Quinto Cecilio Metello Pio Scipione Nasica            |
| 47 a.C.                                               | Marco Porcio Catone Uticense                          | Marco Porcio Catone Uticense                          | Marco Porcio Catone Uticense                          | Marco Porcio Catone Uticense                          | Marco Porcio Catone Uticense                          | Marco Porcio Catone Uticense                          |
| 46 a.C.                                               | Gaio Caninio Rebilo                                   | Gaio Caninio Rebilo                                   | Gaio Caninio Rebilo                                   | Gaio Caninio Rebilo                                   | Gaio Caninio Rebilo                                   | Gaio Caninio Rebilo                                   |
| 45-44 a.C.                                            | C. Calvisio Sabino                                    | C. Calvisio Sabino                                    | C. Calvisio Sabino                                    | C. Calvisio Sabino                                    | C. Calvisio Sabino                                    | C. Calvisio Sabino                                    |
| 45 a.C.                                               | Gaio Sallustio Crispo                                 | Gaio Sallustio Crispo                                 | Gaio Sallustio Crispo                                 | Gaio Sallustio Crispo                                 | Gaio Sallustio Crispo                                 | Gaio Sallustio Crispo                                 |
| Anno                                                  | Africa Vetus                                          | Africa Vetus                                          | Africa Vetus                                          | Africa Nova                                           | Africa Nova                                           | Africa Nova                                           |
| 44-42 a.C.                                            | Quinto Cornificio                                     | Quinto Cornificio                                     | Quinto Cornificio                                     | Tito Sesto                                            | Tito Sesto                                            | Tito Sesto                                            |
| 42-40 a.C.                                            | Gaio Fuficio Fango                                    | Gaio Fuficio Fango                                    | Gaio Fuficio Fango                                    | Tito Sesto                                            | Tito Sesto                                            | Tito Sesto                                            |
| 40-36 a.C.                                            | Marco Emilio Lepido                                   | Marco Emilio Lepido                                   | Marco Emilio Lepido                                   | Marco Emilio Lepido                                   | Marco Emilio Lepido                                   | Marco Emilio Lepido                                   |
| 35 a.C.                                               | Tito Statilio Tauro                                   | Tito Statilio Tauro                                   | Tito Statilio Tauro                                   | Tito Statilio Tauro                                   | Tito Statilio Tauro                                   | Tito Statilio Tauro                                   |
| 34-32 a.C.                                            | Lucio Cornificio                                      | Lucio Cornificio                                      | Lucio Cornificio                                      | Lucio Cornificio                                      | Lucio Cornificio                                      | Lucio Cornificio                                      |

### Epoca imperiale

#### Alto impero
| Lista dei Governatori romani dell'Africa proconsolare | Lista dei Governatori romani dell'Africa proconsolare      |
| ----------------------------------------------------- | ---------------------------------------------------------- |
| Anno                                                  | Africa proconsolare                                        |
| 29/28 a.C.                                            | Lucio Autronio Peto                                        |
| 25 a.C.                                               | Marco Acilio Glabrione                                     |
| c. 21/20 a.C.                                         | Lucio Sempronio Atratino                                   |
| 20/19 a.C.                                            | Lucio Cornelio Balbo                                       |
| 14/13 a.C.                                            | Gaio Senzio Saturnino                                      |
| 13/12 a.C.                                            | Lucio Domizio Enobarbo                                     |
| 8/7 a.C.                                              | Publio Quintilio Varo                                      |
| 7/6 a.C. o 6/5 a.C.                                   | Lucio Volusio Saturnino                                    |
| 3 ca.                                                 | Lucio Passieno Rufo                                        |
| 5/6 d.C.                                              | Cosso Cornelio Lentulo Getulico                            |
| c. 8 d.C.                                             | Lucio Caninio Gallo                                        |
| 14-15                                                 | Lucio Nonio Asprenate                                      |
| 15-16                                                 | Lucio Elio Lamia                                           |
| 17-18                                                 | Marco Furio Camillo                                        |
| 18-21                                                 | Lucio Apronio                                              |
| 21-23                                                 | Quinto Giunio Bleso                                        |
| 23-24                                                 | Publio Cornelio Dolabella                                  |
| 26-29                                                 | Gaio Vibio Marso                                           |
| 29-35                                                 | Marco Giunio Silano Torquato                               |
| 35-36                                                 | Gaio Rubellio Blando                                       |
| 36-37                                                 | Servio Cornelio Cetego                                     |
| 38-39                                                 | Lucio Calpurnio Pisone                                     |
| 40-41                                                 | Lucio Salvio Otone                                         |
| 41-43                                                 | Quinto Marcio Barea Sorano                                 |
| 44-46                                                 | Servio Sulpicio Galba                                      |
| 46-47                                                 | Marco Servilio Noniano                                     |
| ?48-52? (sotto Claudio)                               | Lucio Tampio Flaviano                                      |
| 52-53                                                 | Tito Statilio Tauro                                        |
| 53-56                                                 | Marco Pompeo Silvano Staberio Flavino                      |
| 56-57                                                 | Quinto Sulpicio Camerino Petico                            |
| 57-58                                                 | Gneo Osidio Geta                                           |
| 51-52 o 58-59                                         | Quinto Curzio Rufo                                         |
| 60-61                                                 | Aulo Vitellio                                              |
| 61-62                                                 | Lucio Vitellio                                             |
| 62-63                                                 | Servio Cornelio Scipione Salvidieno Orfito                 |
| 63-64                                                 | Tito Flavio Vespasiano                                     |
| tra 63/64 e 66/67                                     | Lucio Calvenzio Vetere Gaio Carminio?                      |
| 68/69                                                 | Gaio Vipstano Aproniano                                    |
| 69/70                                                 | Lucio Calpurnio Pisone                                     |
| 71/72 circa                                           | Lucio Giunio Quinto Vibio Crispo                           |
| 72/73                                                 | Quinto Manlio Ancario Tarquizio Saturnino                  |
| 73/74                                                 | Quinto Giulio Cordino Gaio Rutilio Gallico?                |
| 77/78                                                 | Gaio Paccio Africano                                       |
| 78/79 circa                                           | Publio Galerio Tracalo                                     |
| 82/83                                                 | Lucio Nonio Calpurnio Asprenate                            |
| 83/84 circa                                           | Sesto Vettuleno Ceriale?                                   |
| 84/85 circa                                           | Gneo Domizio Afro Tizio Marcello Curvio Lucano             |
| 85/86 circa                                           | Gneo Domizio Afro Tizio Marcello Curvio Tullo              |
| 86/87 circa                                           | Lucio Valerio Catullo Messalino?                           |
| 91/92 circa                                           | Lucio Funisulano Vettoniano                                |
| 92/93                                                 | Asprenate                                                  |
| tra 93 e 97                                           | Cesidio/Pesidio                                            |
| 97/98                                                 | Mario Prisco                                               |
| 98/99 circa                                           | Gaio Cornelio Gallicano?                                   |
| 101/102 circa                                         | Gaio Ottavio Tidio Tossiano Lucio Giavoleno Prisco         |
| 103/104 circa                                         | Lucio Cornelio Pusione Annio Messalla?                     |
| 106/107 circa                                         | Quinto Peduceo Priscino?                                   |
| 108/109 circa                                         | Gaio Cornelio Raro Sestio Nasone                           |
| 110/111                                               | Quinto Pomponio Rufo                                       |
| 112/113                                               | Gaio Pomponio Rufo Acilio Prisco Celio Sparso              |
| 115/116                                               | Aulo Cecilio Faustino                                      |
| 116/117 circa                                         | Gaio Giulio (Plancio Varo?) Cornuto Tertullo               |
| 117/118 circa                                         | Lucio Roscio Eliano Mecio Celere                           |
| 120/121 circa                                         | [Marco Vitorio?] Marcello                                  |
| 121/122 circa                                         | Lucio Minicio Natale                                       |
| tra 122 e 124                                         | Marco Atilio Metilio Bradua?                               |
| 124/125 circa                                         | Lucio Catilio Severo Giuliano Claudio Regino               |
| 127/128 circa                                         | Lucio Stertinio Norico?                                    |
| tra 128 e 130                                         | Quinto Ninnio Asta                                         |
| 130/131 circa                                         | Marco Pompeo Macrino                                       |
| 131/132 circa                                         | Tiberio Giulio Secondo?                                    |
| 133/134 circa                                         | Gaio Ummidio Quadrato Sertorio Severo?                     |
| 134/135 circa                                         | Gaio Bruttio Presente                                      |
| 136/137                                               | [---]cato Publio Valerio Prisco                            |
| 137/138 circa                                         | Lucio Vitrasio Flaminino                                   |
| 138/139                                               | Tito Salvio Rufino Minicio Opimiano                        |
| 140-141                                               | Tito Prifernio Peto Rosiano Gemino                         |
| 141-142                                               | Sesto Giulio Maggiore                                      |
| 142-143                                               | Publio Tullio Varrone                                      |
| 153-154                                               | Lucio Minicio Natale Quadronio Vero                        |
| 157-158                                               | Lucio Edio Rufo Lolliano Avito                             |
| 161-163                                               | Sesto Cocceio Severiano                                    |
| 163-164                                               | Servio Cornelio Scipione Salvidieno Orfito                 |
| 164-165                                               | Marco Antonio Zenone                                       |
| 176-177                                               | Aulo Giulio Pompilio Tito Vibio Levillo Pisone Bereniciano |
| c. 191                                                | Gaio Vettio Sabiniano Giulio Ospite                        |
| 193                                                   | Publio Cornelio Anullino                                   |
| Tra il 194 e il 197                                   | Cingio Severo                                              |
| Tra il 194 e il 200                                   | Pollieno Augure                                            |
| Tra il 194 e il 200                                   | Marco Claudio Macrinio Vindice Ermogeniano                 |
| Tra il 194 e il 200                                   | Sesto Cocceio Vibiano                                      |
| 198-199                                               | Lucio Cossonio Eggio Marullo                               |
| c. 200                                                | Marco Ulpio Arabiano                                       |
| Tra il 200 e il 210                                   | Gaio Giulio Aspro                                          |
| c. 201-202                                            | Marco Umbrio Primo                                         |
| c. 203                                                | Minicio Opimiano                                           |
| c. 204                                                | Rufino                                                     |
| c. 206?                                               | Marco Valerio Bradua Maurico                               |
| 209                                                   | Tito Flavio Decimo                                         |
| Tra il 209 e il 211                                   | Gaio Valerio Pudente                                       |
| 212-213                                               | Publio Giulio Scapula Tertullo Prisco                      |
| Tra il 212 e il 220                                   | Appio Claudio Giuliano                                     |
| Tra il 213 e il 215                                   | Gaio Cesonio Macro Rufiniano                               |
| Tra il 213 e il 217                                   | Mario Massimo                                              |
| c. 218/219                                            | Lucio Mario Perpetuo                                       |
| c. 221                                                | Lucio Cassio Dione Cocceiano                               |
| c. 230                                                | Gaio Ottavio Appio Suetrio Sabino                          |
| 237                                                   | Marco Antonio Gordiano Semproniano Romano Africano         |
| 240                                                   | Sabiniano                                                  |
| c. 240                                                | Lucio Cesonio Lucillo Macro Rufiniano                      |
| 257-258                                               | Aspasio Paterno                                            |
| 258-259                                               | Galerio Massimo                                            |
| Tra il 259 e il 261                                   | Lucio Messio [...]                                         |
| Tra il 260 e il 268                                   | ? Vibio Passieno                                           |
| Tra il 260 e il 268                                   | Lucio Nevio Aquilino                                       |
| Tra il 265 e il 268                                   | Sesto Cocceio Anicio Faoto                                 |
| 273                                                   | ? Firmo                                                    |
| c. 275                                                | Lucio Cesonio Ovinio Manlio Rufiniano Basso                |
| 283                                                   | Gaio Giulio Paulino                                        |

#### Tardo impero
I governatori erano scelti direttamente dagli Imperatori romani, senza l'approvazione del Senato di Roma.
| Lista dei Governatori romani dell'Africa proconsolare | Lista dei Governatori romani dell'Africa proconsolare | Lista dei Governatori romani dell'Africa proconsolare | Lista dei Governatori romani dell'Africa proconsolare | Lista dei Governatori romani dell'Africa proconsolare | Lista dei Governatori romani dell'Africa proconsolare | Lista dei Governatori romani dell'Africa proconsolare |
| ----------------------------------------------------- | ----------------------------------------------------- | ----------------------------------------------------- | ----------------------------------------------------- | ----------------------------------------------------- | ----------------------------------------------------- | ----------------------------------------------------- |
| Anno                                                  | Africa proconsolare                                   | Africa proconsolare                                   | Africa proconsolare                                   | Africa proconsolare                                   | Africa proconsolare                                   | Africa proconsolare                                   |
| 290-294                                               | Tito Claudio Aurelio Aristobulo                       | Tito Claudio Aurelio Aristobulo                       | Tito Claudio Aurelio Aristobulo                       | Tito Claudio Aurelio Aristobulo                       | Tito Claudio Aurelio Aristobulo                       | Tito Claudio Aurelio Aristobulo                       |
| 294-295                                               | Cassio Dione                                          | Cassio Dione                                          | Cassio Dione                                          | Cassio Dione                                          | Cassio Dione                                          | Cassio Dione                                          |
| 295-296                                               | Tito Flavio Postumio Tiziano                          | Tito Flavio Postumio Tiziano                          | Tito Flavio Postumio Tiziano                          | Tito Flavio Postumio Tiziano                          | Tito Flavio Postumio Tiziano                          | Tito Flavio Postumio Tiziano                          |
| 296-300                                               | Lucio Elio Dionisio                                   | Lucio Elio Dionisio                                   | Lucio Elio Dionisio                                   | Lucio Elio Dionisio                                   | Lucio Elio Dionisio                                   | Lucio Elio Dionisio                                   |
| 301-302                                               | Giuliano, probabilmente Amnio Anicio Giuliano         | Giuliano, probabilmente Amnio Anicio Giuliano         | Giuliano, probabilmente Amnio Anicio Giuliano         | Giuliano, probabilmente Amnio Anicio Giuliano         | Giuliano, probabilmente Amnio Anicio Giuliano         | Giuliano, probabilmente Amnio Anicio Giuliano         |
| 302-305                                               | Gaio Annio Anullino                                   | Gaio Annio Anullino                                   | Gaio Annio Anullino                                   | Gaio Annio Anullino                                   | Gaio Annio Anullino                                   | Gaio Annio Anullino                                   |
| 305-306                                               | Gaio Ceionio Rufio Volusiano                          | Gaio Ceionio Rufio Volusiano                          | Gaio Ceionio Rufio Volusiano                          | Gaio Ceionio Rufio Volusiano                          | Gaio Ceionio Rufio Volusiano                          | Gaio Ceionio Rufio Volusiano                          |
| 315-317                                               | Petronio Probiano                                     | Petronio Probiano                                     | Petronio Probiano                                     | Petronio Probiano                                     | Petronio Probiano                                     | Petronio Probiano                                     |
| 317-318                                               | Aconio Catullino                                      | Aconio Catullino                                      | Aconio Catullino                                      | Aconio Catullino                                      | Aconio Catullino                                      | Aconio Catullino                                      |
| 333-336                                               | Cezeo Largo Materniano                                | Cezeo Largo Materniano                                | Cezeo Largo Materniano                                | Cezeo Largo Materniano                                | Cezeo Largo Materniano                                | Cezeo Largo Materniano                                |
| 336-337                                               | Quinto Flavio Mesio Egnazio Lolliano                  | Quinto Flavio Mesio Egnazio Lolliano                  | Quinto Flavio Mesio Egnazio Lolliano                  | Quinto Flavio Mesio Egnazio Lolliano                  | Quinto Flavio Mesio Egnazio Lolliano                  | Quinto Flavio Mesio Egnazio Lolliano                  |
| 337-338                                               | Antonio Marcellino                                    | Antonio Marcellino                                    | Antonio Marcellino                                    | Antonio Marcellino                                    | Antonio Marcellino                                    | Antonio Marcellino                                    |
| 338-339                                               | Aurelio Celsino                                       | Aurelio Celsino                                       | Aurelio Celsino                                       | Aurelio Celsino                                       | Aurelio Celsino                                       | Aurelio Celsino                                       |
| 338-339 (vicarius)                                    | Fabio Aconio Catullino Filomazio                      | Fabio Aconio Catullino Filomazio                      | Fabio Aconio Catullino Filomazio                      | Fabio Aconio Catullino Filomazio                      | Fabio Aconio Catullino Filomazio                      | Fabio Aconio Catullino Filomazio                      |
| 340-341                                               | Proculo                                               | Proculo                                               | Proculo                                               | Proculo                                               | Proculo                                               | Proculo                                               |
| 357-358                                               | -lio Flaviano                                         | -lio Flaviano                                         | -lio Flaviano                                         | -lio Flaviano                                         | -lio Flaviano                                         | -lio Flaviano                                         |
| 358-359                                               | Sesto Claudio Petronio Probo                          | Sesto Claudio Petronio Probo                          | Sesto Claudio Petronio Probo                          | Sesto Claudio Petronio Probo                          | Sesto Claudio Petronio Probo                          | Sesto Claudio Petronio Probo                          |
| 359-361                                               | Procliano                                             | Procliano                                             | Procliano                                             | Procliano                                             | Procliano                                             | Procliano                                             |
| 361-362                                               | Quinto Clodio Ermogeniano Olibrio                     | Quinto Clodio Ermogeniano Olibrio                     | Quinto Clodio Ermogeniano Olibrio                     | Quinto Clodio Ermogeniano Olibrio                     | Quinto Clodio Ermogeniano Olibrio                     | Quinto Clodio Ermogeniano Olibrio                     |
| 363-364                                               | Clodio Octaviano                                      | Clodio Octaviano                                      | Clodio Octaviano                                      | Clodio Octaviano                                      | Clodio Octaviano                                      | Clodio Octaviano                                      |
| 364-365                                               | P. Ampelio                                            | P. Ampelio                                            | P. Ampelio                                            | P. Ampelio                                            | P. Ampelio                                            | P. Ampelio                                            |
| 365-366                                               | ?Claudio Ermogeniano Cesario                          | ?Claudio Ermogeniano Cesario                          | ?Claudio Ermogeniano Cesario                          | ?Claudio Ermogeniano Cesario                          | ?Claudio Ermogeniano Cesario                          | ?Claudio Ermogeniano Cesario                          |
| 366-368                                               | Giulio Festo Imezio                                   | Giulio Festo Imezio                                   | Giulio Festo Imezio                                   | Giulio Festo Imezio                                   | Giulio Festo Imezio                                   | Giulio Festo Imezio                                   |
| 368-371                                               | Petronio Claudio                                      | Petronio Claudio                                      | Petronio Claudio                                      | Petronio Claudio                                      | Petronio Claudio                                      | Petronio Claudio                                      |
| 371-373                                               | Sestio Rustico Giuliano                               | Sestio Rustico Giuliano                               | Sestio Rustico Giuliano                               | Sestio Rustico Giuliano                               | Sestio Rustico Giuliano                               | Sestio Rustico Giuliano                               |
| 373-374                                               | Quinto Aurelio Simmaco                                | Quinto Aurelio Simmaco                                | Quinto Aurelio Simmaco                                | Quinto Aurelio Simmaco                                | Quinto Aurelio Simmaco                                | Quinto Aurelio Simmaco                                |
| 374-375                                               | Paolo Costanzo                                        | Paolo Costanzo                                        | Paolo Costanzo                                        | Paolo Costanzo                                        | Paolo Costanzo                                        | Paolo Costanzo                                        |
| 375-376                                               | Chilo                                                 | Chilo                                                 | Chilo                                                 | Chilo                                                 | Chilo                                                 | Chilo                                                 |
| Aprile 376-Ottobre 377                                | Decimio Ilariano Esperio                              | Decimio Ilariano Esperio                              | Decimio Ilariano Esperio                              | Decimio Ilariano Esperio                              | Decimio Ilariano Esperio                              | Decimio Ilariano Esperio                              |
| Ottobre 377-Aprile 379                                | Talassio                                              | Talassio                                              | Talassio                                              | Talassio                                              | Talassio                                              | Talassio                                              |
| 379-380                                               | Flavio Afranio Siagrio                                | Flavio Afranio Siagrio                                | Flavio Afranio Siagrio                                | Flavio Afranio Siagrio                                | Flavio Afranio Siagrio                                | Flavio Afranio Siagrio                                |
| 380-381 o più probabilmente 382-383                   | Elvio Vindiciano                                      | Elvio Vindiciano                                      | Elvio Vindiciano                                      | Elvio Vindiciano                                      | Elvio Vindiciano                                      | Elvio Vindiciano                                      |
| 381-382                                               | Erasio                                                | Erasio                                                | Erasio                                                | Erasio                                                | Erasio                                                | Erasio                                                |
| 382-383, possibilmente 381-382                        | Virio Audenzio Emiliano                               | Virio Audenzio Emiliano                               | Virio Audenzio Emiliano                               | Virio Audenzio Emiliano                               | Virio Audenzio Emiliano                               | Virio Audenzio Emiliano                               |
| 383-384                                               | Flavio Eusignio                                       | Flavio Eusignio                                       | Flavio Eusignio                                       | Flavio Eusignio                                       | Flavio Eusignio                                       | Flavio Eusignio                                       |
| 385-386                                               | Messiano                                              | Messiano                                              | Messiano                                              | Messiano                                              | Messiano                                              | Messiano                                              |
| 388-389                                               | Felice Giuniorino Polemio                             | Felice Giuniorino Polemio                             | Felice Giuniorino Polemio                             | Felice Giuniorino Polemio                             | Felice Giuniorino Polemio                             | Felice Giuniorino Polemio                             |
| 389-390                                               | Latinio Pacato Drepanio                               | Latinio Pacato Drepanio                               | Latinio Pacato Drepanio                               | Latinio Pacato Drepanio                               | Latinio Pacato Drepanio                               | Latinio Pacato Drepanio                               |
| 391-392                                               | Flavio Rodino Primo                                   | Flavio Rodino Primo                                   | Flavio Rodino Primo                                   | Flavio Rodino Primo                                   | Flavio Rodino Primo                                   | Flavio Rodino Primo                                   |
| 392-393                                               | Emilio Floro Paterno                                  | Emilio Floro Paterno                                  | Emilio Floro Paterno                                  | Emilio Floro Paterno                                  | Emilio Floro Paterno                                  | Emilio Floro Paterno                                  |
| 393                                                   | Flacciano                                             | Flacciano                                             | Flacciano                                             | Flacciano                                             | Flacciano                                             | Flacciano                                             |
| 394                                                   | Marciano                                              | Marciano                                              | Marciano                                              | Marciano                                              | Marciano                                              | Marciano                                              |
| 394-395                                               | Flavio Erode                                          | Flavio Erode                                          | Flavio Erode                                          | Flavio Erode                                          | Flavio Erode                                          | Flavio Erode                                          |
| 395-396                                               | Ennodio                                               | Ennodio                                               | Ennodio                                               | Ennodio                                               | Ennodio                                               | Ennodio                                               |
| 396-397                                               | Teodoro                                               | Teodoro                                               | Teodoro                                               | Teodoro                                               | Teodoro                                               | Teodoro                                               |
| 397                                                   | Anicio Probino                                        | Anicio Probino                                        | Anicio Probino                                        | Anicio Probino                                        | Anicio Probino                                        | Anicio Probino                                        |
| 397-398                                               | Serano                                                | Serano                                                | Serano                                                | Serano                                                | Serano                                                | Serano                                                |
| 398-399                                               | Victorino                                             | Victorino                                             | Victorino                                             | Victorino                                             | Victorino                                             | Victorino                                             |
| 399-400                                               | Apollodoro                                            | Apollodoro                                            | Apollodoro                                            | Apollodoro                                            | Apollodoro                                            | Apollodoro                                            |
| 400-401                                               | Gabinio Barbaro Pompeiano                             | Gabinio Barbaro Pompeiano                             | Gabinio Barbaro Pompeiano                             | Gabinio Barbaro Pompeiano                             | Gabinio Barbaro Pompeiano                             | Gabinio Barbaro Pompeiano                             |
| 401-402?                                              | Elpidio                                               | Elpidio                                               | Elpidio                                               | Elpidio                                               | Elpidio                                               | Elpidio                                               |
| 402-404                                               | Septimino                                             | Septimino                                             | Septimino                                             | Septimino                                             | Septimino                                             | Septimino                                             |
| 404-405                                               | Rufio Antonio Agripnio Volusiano                      | Rufio Antonio Agripnio Volusiano                      | Rufio Antonio Agripnio Volusiano                      | Rufio Antonio Agripnio Volusiano                      | Rufio Antonio Agripnio Volusiano                      | Rufio Antonio Agripnio Volusiano                      |
| 405-406                                               | Flavio Pionio Diotimo                                 | Flavio Pionio Diotimo                                 | Flavio Pionio Diotimo                                 | Flavio Pionio Diotimo                                 | Flavio Pionio Diotimo                                 | Flavio Pionio Diotimo                                 |
| 407-408                                               | Gaio Elio Pompeio Porfirio Proculo                    | Gaio Elio Pompeio Porfirio Proculo                    | Gaio Elio Pompeio Porfirio Proculo                    | Gaio Elio Pompeio Porfirio Proculo                    | Gaio Elio Pompeio Porfirio Proculo                    | Gaio Elio Pompeio Porfirio Proculo                    |
| 408-409                                               | Donato                                                | Donato                                                | Donato                                                | Donato                                                | Donato                                                | Donato                                                |
| 409-410                                               | Macrobio Palladio                                     | Macrobio Palladio                                     | Macrobio Palladio                                     | Macrobio Palladio                                     | Macrobio Palladio                                     | Macrobio Palladio                                     |
| 410-411                                               | Apringio                                              | Apringio                                              | Apringio                                              | Apringio                                              | Apringio                                              | Apringio                                              |
| 411-412                                               | Euchario                                              | Euchario                                              | Euchario                                              | Euchario                                              | Euchario                                              | Euchario                                              |
| 412-414                                               | Q.Senzio Fabricio Giuliano                            | Q.Senzio Fabricio Giuliano                            | Q.Senzio Fabricio Giuliano                            | Q.Senzio Fabricio Giuliano                            | Q.Senzio Fabricio Giuliano                            | Q.Senzio Fabricio Giuliano                            |
| 415                                                   | Aurelio Anicio Simmaco                                | Aurelio Anicio Simmaco                                | Aurelio Anicio Simmaco                                | Aurelio Anicio Simmaco                                | Aurelio Anicio Simmaco                                | Aurelio Anicio Simmaco                                |